# Chrysler Norseman
De Chrysler Norseman was een conceptauto die in 1956 werd gebouwd. Het was een coupé voor vier inzittenden. Hoewel hij werd ontworpen door ontwerpers van Chrysler Corporation, werd de daadwerkelijke bouw uitbesteed aan het Italiaanse busbouwbedrijf Ghia. Ghia had reeds ervaring in de bouw van kleine voertuigen en eenmalige prototypen. Een jaar eerder had het bedrijf het zeer succesvolle concept van de Lincoln Futura gebouwd. De vaklieden van Ghia hadden er ruim een jaar voor nodig om de complexe Norseman te bouwen.

## Constructie
Chrysler wilde een volledig rijklaar voertuig, niet alleen maar een rollend model, zodat alle normale systemen voor aandrijving, het remmen, ophanging enzovoort moesten worden geïnstalleerd. Veel moeilijker te vervaardigen was het ongebruikelijke vleugeldak, dat slechts bij het achtergedeelte aan de carrosserie werd bevestigd. Er waren geen zijstijlen en bij de voorzijde rustte het dak slechts licht op een volledig frameloze voorruit. Ook was er een open dak, een geavanceerd onderdeel voor die tijd, en het was moeilijk om dit in een slanke dakstructuur zonder voorsteunen te integreren. Het deurglas kon niet open (er zat geen ventilatieruitje vooraan), een stijlthema dat pas tien later jaar populair zou worden.

## Ondergang
De auto moest een kenmerkende attractie worden op Chryslers autoshow van 1957. Ghia zette hem in juli 1956 op de boot naar New York. Dat was echter aan boord van  het rampschip Andrea Doria, dat betrokken raakte in een aanvaring voor de kust van Massachusetts, waarbij 51 mensen om het leven kwamen en de hele lading verloren ging.
De Norseman is dientengevolge nooit aan het publiek getoond; ook de meeste ontwerpers die eraan hadden gewerkt, kregen hem nooit te zien. Hij is echter door foto's en specificaties bekend bij automobielhistorici. Chrysler heeft later nooit meer een vleugeldakontwerp gebruikt in een voertuig.